# Двойной бета-распад
Двойной бета-распад, 2β-распад, ββ-распад — общее название нескольких видов радиоактивного распада атомного ядра, которые обусловлены слабым взаимодействием и изменяют заряд ядра на две единицы.
Двойной бета-распад в собственном смысле слова сопровождается увеличением заряда ядра на две единицы и излучением двух электронов:
{\displaystyle (A,Z)\rightarrow (A,Z+2)+2e^{-}+2{\bar {\nu }}_{e}.}
Другие виды 2β-распада уменьшают заряд ядра на две единицы:
- двойной электронный захват, 2ε-захват

{\displaystyle (A,Z)+2e^{-}\rightarrow (A,Z-2)+2\nu _{e};}
- электронный захват с эмиссией позитрона, εβ+-распад

{\displaystyle (A,Z)+e^{-}\rightarrow (A,Z-2)+e^{+}+2\nu _{e};}
- двойной позитронный распад, 2β+-распад

{\displaystyle (A,Z)\rightarrow (A,Z-2)+2e^{+}+2\nu _{e}.}
Двойной бета-распад — самый редкий из всех процессов радиоактивного распада. Все 14 нуклидов, для которых этот процесс достоверно наблюдался, имеют период полураспада больше чем 7×1018 лет, а у 128Te период полураспада составляет (3,5±2,0)⋅1024 лет, что на сегодня является абсолютным рекордом среди всех радиоактивных нуклидов. Подтверждённые наблюдения относятся только к 2β-распаду с увеличением заряда ядра, за исключением бария-130, испытывающего, вероятно, двойной электронный захват (период полураспада (2,2±0,5)⋅1021 лет, измерен в геохимическом эксперименте по накоплению продукта распада, ксенона-130, в кристаллической решётке древнего минерала, содержащего барий), криптона-78 и ксенона-124.
Распад может осуществляться не только на основное состояние дочернего ядра, но и на возбуждённые состояния. В этом случае излучается также один или несколько гамма-квантов и/или конверсионных электронов.

## Безнейтринный двойной бета-распад
В отличие от приведённых выше реакций (относящихся к двухнейтринному 2ν2β-распаду), безнейтринный 0ν2β-распад не сопровождается эмиссией нейтрино или антинейтрино. В результате такого процесса лептонное число не сохраняется (изменяется на две единицы). Хотя Стандартная Модель физики элементарных частиц запрещает процессы с нарушением закона сохранения лептонного числа, многие расширения СМ включают в себя процессы такого рода. Доказано, что для осуществления безнейтринного 2β-распада необходимо, чтобы нейтрино 
- являлось майорановской частицей (то есть представляло собой собственную античастицу), и
- обладало массой.

Благодаря этому обстоятельству, 0ν2β-распад является чувствительным индикатором майорановской массы нейтрино. В настоящее время не существует достоверных наблюдений безнейтринных 2β-процессов, однако нижние ограничения на период полураспада по этому каналу для разных ядер достигают {\displaystyle 4,6\times 10^{24}} лет. Это соответствует верхнему ограничению на майорановскую массу нейтрино порядка нескольких сотен миллиэлектронвольт. Кроме того, ограничения на вероятность безнейтринного 2β-распада позволяют установить ограничения на другие параметры теории, например на константы связи правых лептонных и кварковых токов в слабом взаимодействии, константы связи нейтрино с майороном, некоторые параметры суперсимметричных моделей. В настоящее время в мире действует или сооружается около десятка крупных подземных детекторов, предназначенных для поиска безнейтринного двойного бета-распада: GERDA, NEMO-3, Genius, Cuore, Majorana и т. д. 
Благодаря исследованиям двойного безнейтринного бета-распада можно определить природу нейтрино (дираковская это частица или майорановская) и иерархию масс нейтрино (прямая или инвертированная).